# Humberto Donoso
Humberto Donoso Bertolotto (9. oktober 1938 - 4. maj 2000) var en chilensk fodboldspiller (forsvarer).
Donoso spillede 13 kampe for Chiles landshold, som han debuterede for i et opgør mod Uruguay 23. marts 1963. Han var med i landets trup til VM 1966 i England, men kom dog ikke på banen i turneringen, hvor chilenerne blev slået ud efter det indledende gruppespil.
På klubplan repræsenterede Donoso Club Universidad de Chile i hovedstaden Santiago.

## Titler
Primera División de Chile
- 1959, 1962, 1964, 1965 og 1967 med Club Universidad de Chile